# Sayuri Yamaguchi
Sayuri Yamaguchi (山口 小百合, Yamaguchi Sayuri, Shizuoka, 25 juli 1966) is een voormalig Japans voetbalster.

## Carrière

### Clubcarrière
Yamaguchi begon haar carrière in 1981 bij Shimizudaihachi SC. Ze tekende in 1989 bij Suzuyo Shimizu FC Lovely Ladies. Met deze club werd zij in 1989 kampioen van Japan. Ze tekende in 1996 bij Tasaki Perule FC. In 2000 beëindigde zij haar carrière als voetbalster.

### Interlandcarrière
Yamaguchi maakte op 6 september 1981 haar debuut in het Japans vrouwenvoetbalelftal tijdens een vriendschappelijke wedstrijd tegen het Engeland. Zij nam met het Japans vrouwenvoetbalelftal deel aan de Wereldkampioenschappen vrouwenvoetbal in 1991. Ze heeft 29 interlands voor het Japanse vrouwenelftal gespeeld en scoorde daarin 1 keer.

## Statistieken
| Japans vrouwenvoetbalelftal | Japans vrouwenvoetbalelftal | Japans vrouwenvoetbalelftal |
| Jaar                        | Wed.                        | Dlp.                        |
| --------------------------- | --------------------------- | --------------------------- |
| 1981                        | 2                           | 0                           |
| 1982                        | 0                           | 0                           |
| 1983                        | 0                           | 0                           |
| 1984                        | 3                           | 0                           |
| 1985                        | 0                           | 0                           |
| 1986                        | 13                          | 0                           |
| 1987                        | 0                           | 0                           |
| 1988                        | 0                           | 0                           |
| 1989                        | 0                           | 0                           |
| 1990                        | 1                           | 0                           |
| 1991                        | 9                           | 1                           |
| 1992                        | 0                           | 0                           |
| 1993                        | 1                           | 0                           |
| totaal                      | 29                          | 1                           |